# ایران در بازی‌های آسیایی ۲۰۰۶
حضور ایران در بازی‌های آسیایی ۲۰۰۶ دوازدهمین حضور کاروان ورزشی ایران در بازی‌های آسیایی بود. کاروان ایران در بازی‌های آسیایی ۲۰۰۶ با ۲۳۸ ورزشکار و همراه حضور داشت. ورزشکاران ایرانی در این بازی‌ها با کسب ۴۸ مدال مختلف توانستند به رتبه ششمی مسابقات دست یابند. پرچمداری ایران در این دوره از بازی‌ها را حسین رضازاده بر عهده داشت.

## کاروان ورزشی ایران
پس از جلسات متعددی که بین نمایندگان فدراسیون‌های مختلف ورزشی و ستاد بازی‌های آسیایی به سرپرستی علی کفاشیان برگزار شد، مقرر شد ۲۲۵ ورزشکار (۲۰۰ مرد و ۲۵ زن) در ۲۵ رشته ورزشی به دوحه اعزام شوند. این تعداد ورزشکار از میان ۱۱۱۶ ورزشکار حاضر در اردوها انتخاب شده‌اند.

## نتایج تیمی
| مدال | تیم ورزشی                 | رویداد         |
| ---- | ------------------------- | -------------- |
| نقره | تیم ملی دوچرخه‌سواری ایران | تایم تریل تیمی |
| برنز | تیم ملی بسکتبال ایران     | بسکتبال        |
| برنز | تیم ملی فوتبال ایران      | فوتبال         |
| برنز | تیم شطرنج ایران           | شطرنج          |
| برنز | تیم ملی شمشیربازی ایران   | اپه تیمی       |

## مدال‌آوران
| مدال | نام و نام‌خانوادگی                                  | رشته ورزشی   | دسته/سبک                |
| ---- | -------------------------------------------------- | ------------ | ----------------------- |
| طلا  | احسان حدادی                                        | دو و میدانی  | پرتاب دیسک              |
| طلا  | علی مظاهری                                         | بوکس         | ۹۱- مردان               |
| طلا  | حسین روحانی                                        | کاراته       | ۶۰- کیلوگرم مردان       |
| طلا  | حسن روحانی                                         | کاراته       | ۶۵- کیلوگرم مردان       |
| طلا  | جاسم ویشگاهی                                       | کاراته       | ۷۵- کیلوگرم مردان       |
| طلا  | حسین رضازاده                                       | وزنه‌برداری   | ۱۰۵+ کیلوگرم مردان      |
| طلا  | یوسف کرمی                                          | تکواندو      | ۸۴- کیلوگرم مردان       |
| طلا  | مراد محمدی                                         | کشتی آزاد    | ۶۰ کیلوگرم مردان        |
| طلا  | علی‌اصغر بذری                                       | کشتی آزاد    | ۷۴ کیلوگرم مردان        |
| طلا  | رضا یزدانی                                         | کشتی آزاد    | ۸۴ کیلوگرم مردان        |
| طلا  | علیرضا حیدری                                       | کشتی آزاد    | ۹۶ کیلوگرم مردان        |
| نقره | رضا رئیسی عباس صیادی                               | قایق‌رانی     | کایاک دونفره ۱۰۰ متر    |
| نقره | مهدی سهرابی                                        | دوچرخه‌سواری  | استقامت جاده            |
| نقره | حسین اکبری علیرضا حقی قادر میزبانی عباس سعیدی تنها | دوچرخه‌سواری  | تایم تریل تیمی          |
| نقره | حسین نجاتی عباس سعیدی تنها مهدی سهرابی امیر زرگری  | دوچرخه سواری | کایرین                  |
| نقره | آرش میراسماعیلی                                    | جودو         | ۶۶- کیلوگرم مردان       |
| نقره | محمدرضا رودکی                                      | جودو         | ۱۰۰+ کیلوگرم مردان      |
| نقره | محمود میران                                        | جودو         | وزن آزاد مردان          |
| نقره | مهدی بی‌باک                                         | تکواندو      | ۷۸- کیلوگرم مردان       |
| نقره | مهدی نوایی                                         | تکواندو      | ۸۴+ کیلوگرم مردان       |
| نقره | فردین معصومی                                       | کشتی آزاد    | ۱۲۰ کیلوگرم مردان       |
| نقره | جاسم امیری                                         | کشتی فرنگی   | ۵۵ کیلوگرم مردان        |
| نقره | داوود عابدین‌زاده                                   | کشتی فرنگی   | ۷۴ کیلوگرم مردان        |
| نقره | مسعود هاشم‌زاده                                     | کشتی فرنگی   | ۹۶ کیلوگرم مردان        |
| نقره | مهدی شربیانی                                       | کشتی فرنگی   | ۱۲۰ کیلوگرم مردان       |
| نقره | علیرضا صحرانشین                                    | ووشو         | ۶۰- کیلوگرم مردان       |
| برنز | احسان مهاجرشجاعی                                   | دو و میدانی  | ۸۰۰ متر مردان           |
| برنز | محمد ستارپور                                       | بوکس         | ۶۹- کیلوگرم مردان       |
| برنز | مهدی قربانی                                        | بوکس         | ۸۱- کیلوگرم مردان       |
| برنز | جاسم دلاوری                                        | بوکس         | ۹۱+ کیلوگرم مردان       |
| برنز | مهدی سهرابی امیر زرگری                             | دوچرخه سواری | مدیسن                   |
| برنز | علی یعقوبیان                                       | شمشیربازی    | اپه انفرادی مردان       |
| برنز | تیم شمشیربازی                                      | شمشیربازی    | اپه تیمی مردان          |
| برنز | مسعود حاجی‌آخوندزاده                                | جودو         | ۶۰- کیلوگرم مردان       |
| برنز | سعید فرخی                                          | کاراته       | ۷۰- کیلوگرم مردان       |
| برنز | اسماعیل ترک‌زاد                                     | کاراته       | ۸۰- کیلوگرم مردان       |
| برنز | بهزاد خداداد                                       | تکواندو      | ۵۸- کیلوگرم مردان       |
| برنز | علیرضا نصر آزادانی                                 | تکواندو      | ۶۷- کیلوگرم مردان       |
| برنز | هادی ساعی                                          | تکواندو      | ۷۲- کیلوگرم مردان       |
| برنز | مهروز ساعی                                         | تکواندو      | ۷۲- کیلوگرم بانوان      |
| برنز | افسانه شیخی                                        | تکواندو      | ۷۲+ کیلوگرم بانوان      |
| برنز | حمید ریحانی                                        | کشتی فرنگی   | ۶۶ کیلوگرم مردان        |
| برنز | جلیل عطایی                                         | ووشو         | ۵۶- کیلوگرم سانشو مردان |
| برنز | خسرو مینو                                          | ووشو         | ۷۰- کیلوگرم سانشو مردان |

## حاشیه‌ها
- در جریان مسابقات شنای ۴۰۰ متر مختلط این بازی‌ها، شاهین برادران موفق به ثبت رکورد 4:43:61 شد و رکورد ملی کشور را بهبود بخشید.
- سازمان تربیت بدنی اظهار کرده بود به نفرات اول، دوم و سوم این رقابت‌ها مبلغ ۲۵، ۱۲ و ۷ میلیون تومان پاداش نقدی خواهد داد. مبلغ این جوایز با توجه به مدالهای اخذ شده، برابر ۶۱۰ میلیون تومان برآورد شده بود که سازمان تربیت بدنی عنوان کرد که این مقدار بودجه در اختیار ندارد و جهت تأمین بودجه این جوایز نیازمند کمک مالی دولت می‌باشد.
- در مسابقات تکواندو مردان 78- کیلوگرم،مهدی بی باک از ایران در فینال با نماینده کشور میزبان،قطر،روبرو شد.در این مسابقه با وجود اینکه بی باک توانسته بود باوارد کردن ضربات متعدد،امتیازات زیادی را بدست آورد اما داوران امتیازات او را محاسبه نمی‌کردند.این اتفاق باعث عصبانیت بی باک شد و او هنگام رفتن بر روی سکوی دوم،عروسک بازی‌ها را به گوشه ای پرتاب کرد و مدال نقره را از گردن خود بیرون آورد.[۱]
- در مسابقات کشتی فرنگی وزن 55 کیلوگرم،جاسم امیری در فینال با اینکه نماینده کشور چین را در دو تایم شکست داده بود،هیئت داوری با تغییر دادن نتیجه مسابقه،کار را به تایم سوم(طلایی) کشاندند و در تایم سوم امیری از کشتی گیر چینی شکست خورد و به مدال نقره مسابقات رسید.[۲]